# Alain Vasselle
Alain Vasselle, né le 27 juin 1947, est un homme politique français.

## Histoire
Il est agriculteur de profession.
Il copréside avec les députés Gérard Bapt et Jean-Pierre Door le club Hippocrate, un cercle de réflexion parlementaire sur les questions de santé. Ce club est géré par la société Agora Europe et est financé par les sociétés Générale de Santé, Malakoff Médéric et GSK[réf. nécessaire].
À la suite de la création du Haut Conseil du financement de la protection sociale, il est pressenti pour diriger l'instance.
Il redevient sénateur de l'Oise le 8 janvier 2015, à la suite de la démission de Philippe Marini. Il siège sur les bancs du groupe UMP.
Il soutient François Fillon pour la primaire présidentielle des Républicains de 2016.
Un rapport de l'Agence nationale de contrôle du logement social, en 2016, fait état d'irrégularités dans la gestion de l'organisme HLM de l'Oise 1976 à 2014, alors présidé par Alain Vasselle.
Il parraine Laurent Wauquiez pour le congrès des Républicains de 2017, scrutin lors duquel est élu le président du parti.

## Détail des mandats et fonctions

### Mandats électifs
- Maire d'Oursel-Maison (Oise) depuis mars 1974
- Président de l'Union des Maires de l'Oise
- Vice Président de la Communauté de Communes des Vallées de la Brêche et de la Noye (depuis avril 2014)
- Président de la Communauté de communes des vallées de la Brêche et de la Noye (1992-2014)
- Président de la SA d'HLM de l'Oise (1976-2014)
- Conseiller général de l'Oise, canton de Froissy de 1974 à 2015
- 27 septembre 1992 : élu sénateur de l'Oise
- 23 septembre 2001 : réélu sénateur de l'Oise : il est membre de la commission chasse et pêche.
- 3e aux élections sénatoriales du 25 septembre 2011. Il perd son siège de sénateur de l'Oise.
- Redevient sénateur de l'Oise le 8 janvier 2015, à la faveur de la démission de Philippe Marini
- Membre de l'Office parlementaire d'évaluation des choix scientifiques et technologiques.

### Autres mandats
- Membre de la Mission commune d'information « Mediator : évaluation et contrôle des médicaments »
- Rapporteur de la Mission commune d'information sur la prise en charge de la dépendance et la création du cinquième risque
- Membre du Comité de surveillance de la caisse d'amortissement de la dette sociale
- Membre du Comité de surveillance du fonds de solidarité vieillesse
- Membre de la Commission des comptes de la Sécurité sociale
- Membre du Conseil de surveillance du Fonds de financement de la protection complémentaire de la couverture universelle du risque maladie
- Membre du Conseil d'orientation des finances publiques
- Membre du Haut conseil pour l'avenir de l'assurance maladie
- Président du Conseil de surveillance du Fonds de réserve pour les retraites
- Administrateur du Saint Hubert Club de France